# Maria (filha de Eudemão)
Maria foi uma nobre romana do século IV, filha do governador provincial Eudemão. Viveu na África até a conquista vândala, quando foi vendida, junto de outro menina, como escrava. Elas foram compradas por uma família que viveu nas imediações de Cirro, na província de Eufratense. Lá, Maria é interrogada por seus donos, que ao descobrirem sua história, a libertam. Mais tarde, quando soube que seu pai estava vivo e exercendo função no Ocidente, dirigiu-se a Teodoreto de Cirro, que enviou ao bispo Eustrácio de Egas uma carta pedindo a ele que tentasse arranjar fundos para enviá-la para seu pai.